# トヨタ・ピクシスメガ
ピクシス メガ（PIXIS MEGA）は、トヨタ自動車が販売していた軽トールワゴン（軽スーパーハイトールワゴン）である。

## 概要
子会社のダイハツ工業からOEM供給を受けて販売されているトヨタブランドの軽自動車「ピクシス」シリーズの第4弾（軽乗用車としてはムーヴ コンテベースの軽トールワゴン「ピクシス スペース」、ミラ イースベースの軽ハッチバック（軽セダン）「ピクシス エポック」に次いで3車種目）で、ダイハツ・ウェイクをベースにした全高1,835mmのスーパーハイトールタイプの軽トールワゴンである。ちなみに車高に関してはピクシスシリーズの軽乗用車で最大であり、また車両重量に関してもシリーズ全般で最重であった。
2017年1月を以って終売となったピクシススペースや後に発売されたピクシスジョイ同様に、SUBARU（旧・富士重工業）へのOEM供給モデルはなかった。

## LA700A/710A型（2015年 - 2022年）
2015年7月2日
同日、発売。
グレード構成・装備内容・ボディカラー・車両本体価格はウェイクと共通。エンブレム類が異なっており、ウェイクでは専用のフロントエンブレムが与えられているのに対し、ピクシスメガはフロントエンブレムの場所が黒基調となり、その中にリアと同じトヨタCIのエンブレムが組み込まれている（その為、ウェイクのフロントエンブレムの痕跡が枠としてそのまま残ることとなる）。また、リアに装着されている車名エンブレムはウェイクの右下に対し、左下に配置されている。
2016年5月17日
一部改良。
同日に一部改良されたウェイクに準じたもので、衝突回避支援システム「スマートアシスト」装備車は衝突回避支援ブレーキ機能の作動速度域拡大、衝突警報機能の歩行者検知の追加、車線逸脱警報の追加などを行った「スマートアシストII」に変更。外観はバンパーガーニッシュ（フロント・リア）をボディ同色に変更するとともに、フロントのフードガーニッシュの意匠も変更し、初期モデルにあったウェイクのフロントエンブレムの痕跡が無くなった。なお、グレードによりフードガーニッシュの意匠が異なり、「D」系と「L」系グレードはブラック、ターボ車はメッキとなる。また、全車にヒルホールドシステムとワンタッチターンシグナル機能（方向指示バーを途中まで動かして離すと方向指示灯が3回点灯する機能）付方向指示スイッチを標準装備した。
ボディカラーは「フェスタイエロー」を廃止する替わりに新色の「フレッシュグリーンメタリック」と「ミストブルーマイカメタリック」を追加して9色に、ホワイトルーフとの2トーンカラー（メーカーオプション）のバリエーションも同様に「フェスタイエロー」を廃止する替わりに「ブルーマイカメタリック」と新色2色の計3色を追加して5色にそれぞれ拡大した。
グレード構成も見直され、既存グレードは「L」系グレードを「L"SA"」から改名した「L"SA II"」に、ターボ車は「G"SA"」から改名した「Gターボ"SA II"」にそれぞれ集約するとともに、防水素材のイージーケアフロアや固定フックなどを装備した「L レジャーエディション"SA II"」、「Gターボ レジャーエディション"SA II"」を追加した。
2017年12月12日
一部改良。（2018年1月8日発売）
同年11月30日に一部改良されたウェイクに準じたもので、衝突回避支援システム「スマートアシストII」に替わり、歩行者も検知対象とする緊急ブレーキ機能や夜間での歩行者の早期発見に貢献するオートハイビームなど、先進安全機能を進化させた「スマートアシストIII」に変更（変更に伴い、「SA II」グレードは「SA III」に改名）するとともに、リアコーナーセンサーも装備された。
2020年2月
仕様変更（公式発表なし）。
OEM元のウェイク同様にボディカラーの設定が変更され、「フレッシュグリーンメタリック」、「ミストブルーマイカメタリック」、「ブルーマイカメタリック」の3色を廃止する替わりに「レーザーブルークリスタルシャイン（メーカーオプション」を追加して7色に、ホワイトルーフとの2トーンカラー（メーカーオプション）のバリエーションも同様に該当の3色を廃止する替わりに「レーザーブルークリスタルシャイン」を追加して3色にそれぞれ整理された。
2020年5月1日（補足）
東京都を除く全ての地域での全車種併売化に伴い、トヨタ店・トヨペット店での取扱地域が全国に拡大された。
2020年6月
一部改良（公式発表なし）。
OEM元のウェイク同様、WLTCモードによる燃料消費率及び排出ガスに対応し、NA車は「平成30年排出ガス基準25%低減レベル（☆☆☆）」認定を取得。なお、燃料消費率のWLTCモードへの移行に伴い燃費基準未達成となり、ターボ車は平成30年排出ガス規制適合となった為、ターボ車はバックドアウィンドゥ右下に装着されていた「低排出ガス車」及び「燃費基準達成車」ステッカーが装着されなくなった。併せて、ボディカラーの設定が変更され、新規色の「レイクブルーメタリック」を追加して8色展開となった。
2020年9月
ボディカラーの設定が変更され、「パールホワイトIII（メーカーオプション）」を「シャイニングホワイトパール（メーカーオプション）」に差し替えられ、2トーンカラー（メーカーオプション）のルーフカラーも「パールホワイトIII」から「シャイニングホワイトパール」へ変更された。
2021年5月10日
一部改良（公式発表なし）。
OEM元のウェイク同様、オートライトを「D」にも標準装備したことで、全グレード標準装備となり、併せて、運転中常に作動する仕様に変更。また、サイドミラーが拡大された。
2022年8月11日
生産終了。OEM元のウェイクと共にホームページの掲載を終了。以後、流通在庫分のみの販売となる。
2022年9月10日
販売終了。今後は2代目ピクシスバンの「クルーズ」や「クルーズターボ」が実質的な代替車種となる。

## 車名の由来
MEGA（メガ）とは、「巨大な」を意味する。

## 2020年4月30日までの取扱店舗
- トヨタカローラ店
- ネッツ店
- トヨタモビリティ東京（旧東京トヨタ自動車、旧東京トヨペットの店舗についてはトヨタモビリティ東京へ統合した2019年4月以降）

なお、他の「ピクシス」シリーズ同様、軽自動車市場比率の高い地域で取扱希望のあった青森県、秋田県、鳥取県、島根県、四国地区（東かがわトヨタ自動車販売を除く。5月1日以降も引き続き取り扱わない）、福岡県を除く九州・沖縄地区においては、トヨタ店、トヨペット店を含めた全てのトヨタの販売店での取り扱いとなっていた。なお、展示については取扱店舗から選定された「ピクシス・ステーション」と呼ばれる一部店舗に限られていた。